# Armée nationale afghane
Pour les articles homonymes, voir ANA.
L’Armée nationale afghane (Afghan National Army ou ANA) est la dénomination des troupes terrestres des forces armées afghanes sous la République islamique d'Afghanistan créée pendant la guerre d'Afghanistan à partir de 2002 avec l'aide de l'OTAN.
L'armée est défaite lors de la prise du pays par les talibans en 2021.

## Origine
Au départ des Soviétiques en 1989, l'armée de la République populaire d'Afghanistan est sur le papier une force imposante avec par exemple 35 escadrons d'avions et d'hélicoptères, 2 000 chars de combat et des missiles Scud dont elle sera le plus important utilisateur. Pourtant, au bout de quatre ans de combat, la troupe, peu motivée, ne suit plus, et n'offrira pratiquement pas de résistance à l'entrée des moudjahidins dans Kaboul en 1992.
Le commandant Massoud, nommé ministre de la Défense sous le gouvernement Rabbani, ne réussira pas à cimenter l'armée face à la guerre civile qui suivit la chute du régime pro-soviétique, comme il le fera plus tard avec les forces de l'Alliance du Nord.
Selon les appartenances ethniques, les soldats désertent pour servir l'un ou l'autre des divers seigneurs de la guerre qui, dans l'adversité, représentent une sécurité et un esprit de clan totalement exclu de l'armée nationale.

## Les débuts de la nouvelle armée

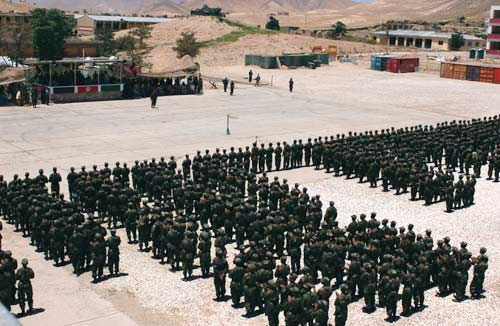
Le premier bataillon de l'ANA en 2002.

Au début de 2002, c'est exactement le même problème que rencontre le nouveau gouvernement après la chute des talibans, lorsque se crée l'Armée nationale afghane (ANA), nouvelle force pluri-ethnique qu'il doit diriger, avec l'aide de l'OTAN et de l'ISAF.
Sa genèse se révèle laborieuse. Il faut dire qu'elle doit se former au détriment des diverses milices des seigneurs de la guerre et que ceux-ci ne voient pas d'un bon œil leurs hommes s'engager dans une armée qui pourrait les combattre.

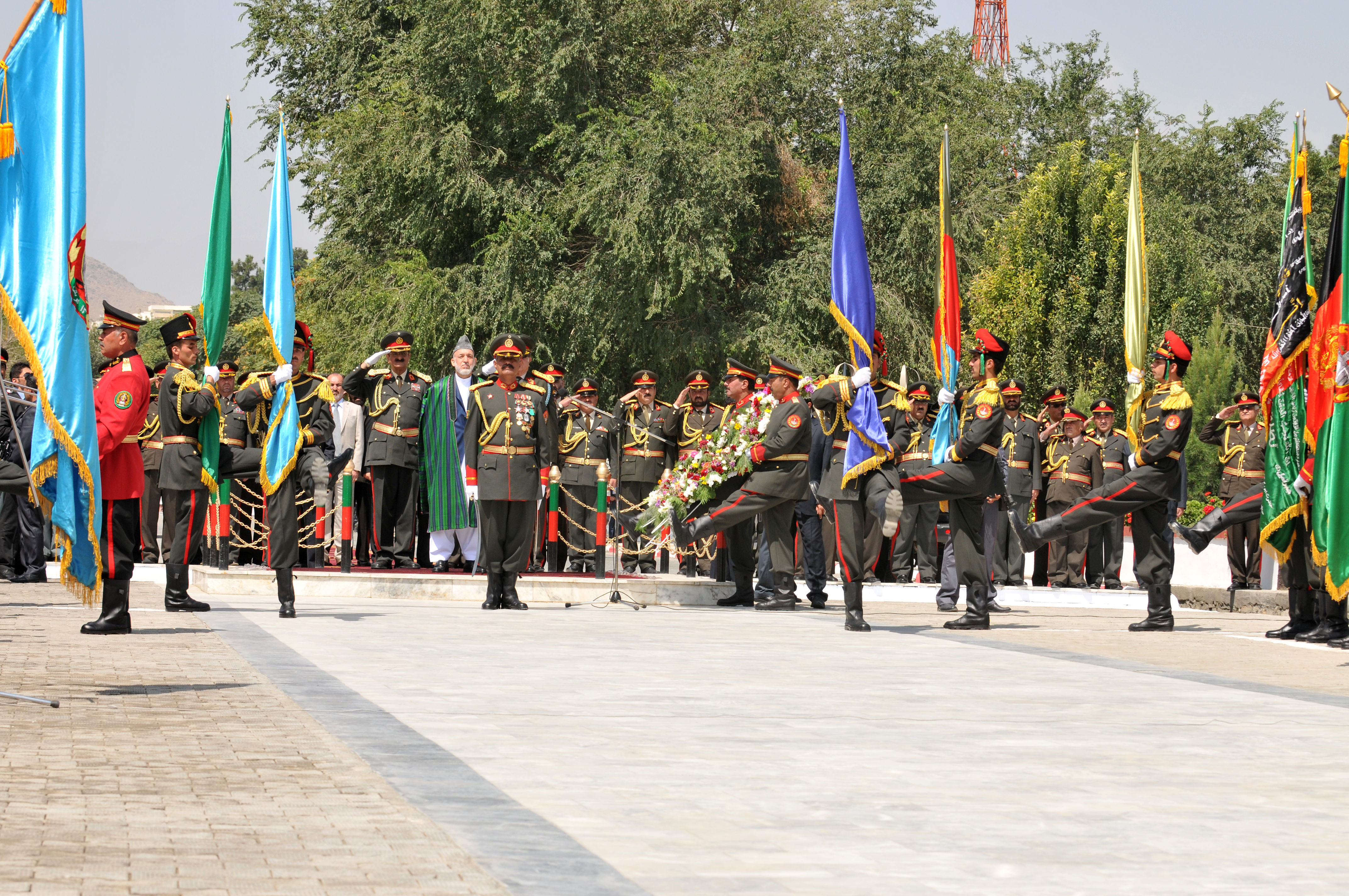
Hamid Karzai, le président de l'Afghanistan en 2011

La formation des quatre premiers bataillons (Kandak dans l'un des dialectes afghans) est un véritable parcours d'obstacles pour les Occidentaux qui crée des Operational Mentoring Liaison Team pour cette mission (59 en octobre 2009, 68 prévu) tandis que des opérations de formation sont également mises sur pied tels l'opération Épidote par l'armée française. 
Le recrutement est freiné et l'effectif des bataillons totalise à peine 350 recrues au lieu de 650. De plus, une fois formés, beaucoup désertent et retournent dans leur milice d'origine dont la paye est très souvent largement supérieure.
Le matériel était quasi inexistant et il était très difficile d'armer les nouveaux militaires. Il était impossible de trouver des AK-47 en Afghanistan pour la nouvelle armée. La Roumanie, la Bulgarie et d'autres pays finirent par envoyer des armes légères, des mortiers et des RPG pour équiper les nouvelles recrues.
Les choses s'améliorent progressivement avec le partage du pouvoir des grands chefs locaux aux côtés d'Hamid Karzai et la stabilisation de la région de Kaboul.
À l'été 2002, les deux premiers bataillons sont prêts. Attirées par la perspective d'une solde et d'un couvert garantis, 3 000 nouvelles recrues se présentent suivies par la suite de dizaines de milliers d'autres volontaires.
Le gouvernement intérimaire tente à partir de septembre 2002 d'empêcher les jeunes Afghans d'échapper au service militaire en refusant la délivrance de passeports aux hommes de 22 à 28 ans mais celui-ci n'est pas obligatoire.

## Organisation et objectifs de l'ANA
Mi-2005, 35 kandaks, comportant de 650  à   800 hommes, ont été formés ; ils disposent de quelques centaines de blindés et de pièces d'artillerie (char T-55, char T-62, BMP-1…) récupérées essentiellement sur les stocks légués par l'Armée rouge à l'ancienne armée gouvernementale.

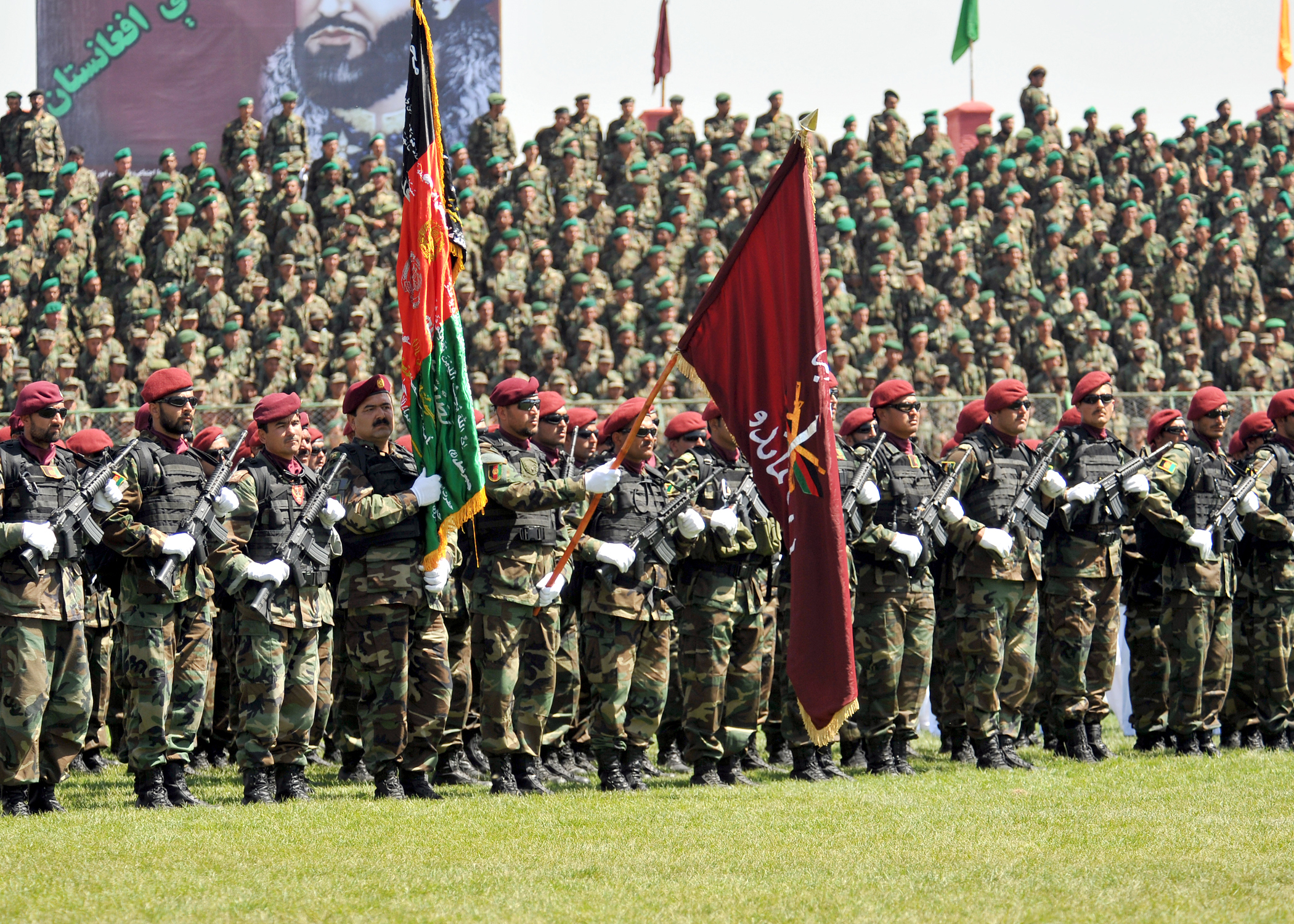
Militaires afghans le 28 avril 2010 lors du défilé de la victoire commémorant la chute du gouvernement communiste en 1992.

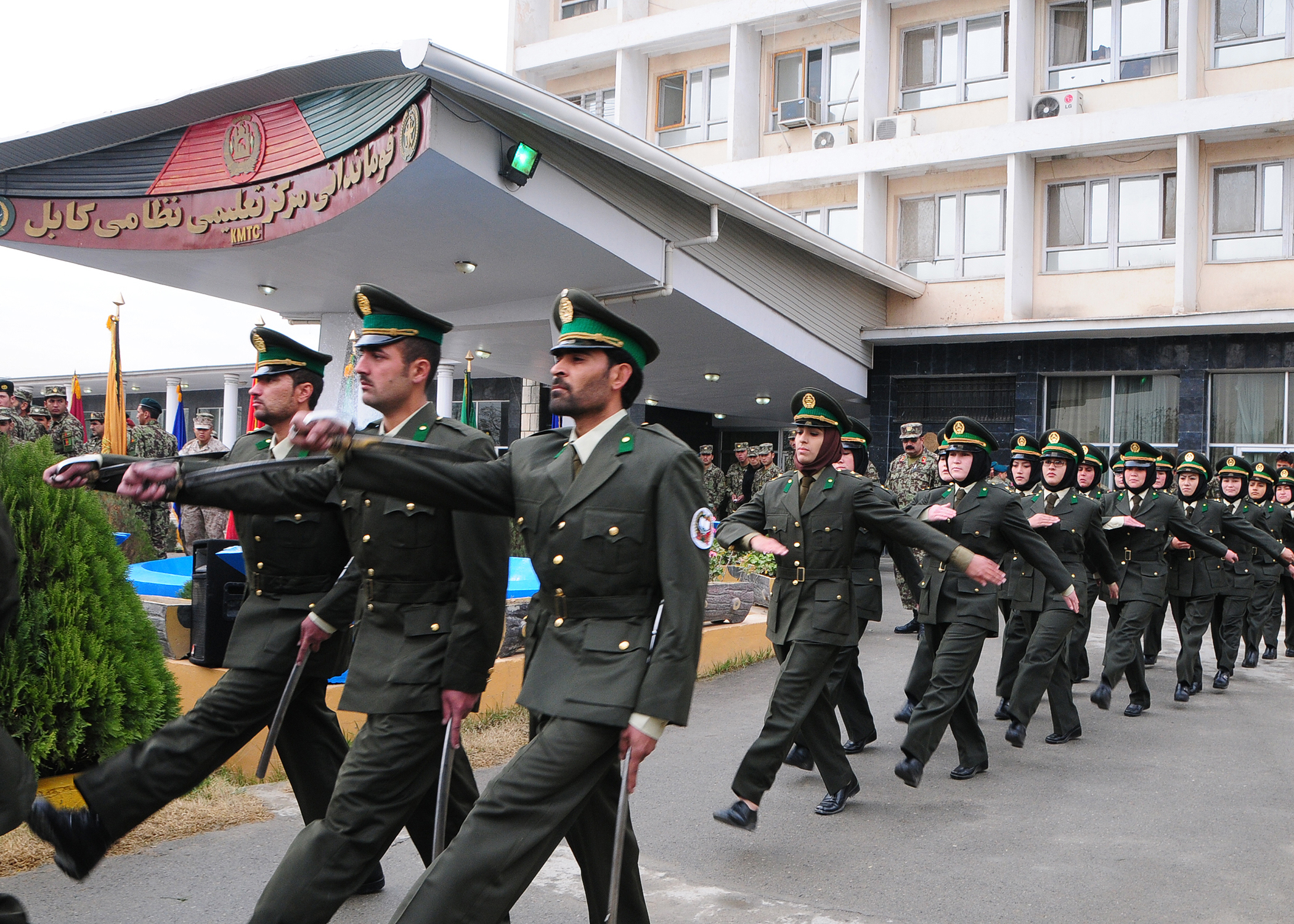
Une quarantaine de femmes défilant pour la cérémonie de diplômes d’élèves officiers le 24 novembre 2011.

L'objectif, à cette époque, est de disposer au début de 2008 de 70 000 militaires, soit 79 kandaks mais le général Bismillah Khan Mohammadi (en), chef de l'état-major de l'armée afghane depuis 2005, a estimé en juin 2007 que cette armée ne serait pas prête à opérer seule avant 2011 (seulement 57 000 hommes étaient opérationnels début décembre 2007).
L'objectif du ministère afghan de la Défense (en) était alors d'augmenter les effectifs à 134 000. Mais en mars 2009, le président des États-Unis Barack Obama appelle à une expansion jusqu'à 260 000 militaires afghans dans les cinq prochaines années pour un coût de 20 milliards de dollars américain incluant le salaire et l'acquisition de nouveaux équipements payés par le gouvernement fédéral des États-Unis.
En octobre 2010, le porte-parole du ministère afghan de la Défense, le général Zahir Azimi annonce que les effectifs de l'armée afghane comprennent 140 000 personnes. Selon lui, vers juin 2011, l'armée afghane comptera 171 600 militaires pour porter ultérieurement ses effectifs à 240 000 personnes. Quant à la police afghane, le nombre de policiers sera augmenté de 109 000 actuels à 240 000. L’objectif d’avoir 352 000 membres des forces de sécurité afghanes (armée, police…) à l’automne 2012 est atteint. 
Mais au sommet de Chicago de 2012, il était prévu que ce chiffre devrait retomber à 228 000 à partir de 2015, selon un modèle préparé par les États-Unis, après le retrait de L'ISAF en 2014.
Le budget pour les forces afghanes se monte, selon une évaluation faite en 2012 par les États-Unis, à 4,1 milliards de $ en rythme annuel entre 2013 et 2015. Ce budget serait décomposé en trois parties : l’une supportée par les Afghans eux-mêmes (0,5 milliard de $), l’autre par les différents partenaires engagés dans l’ISAF (1,3 milliard de $), la dernière partie étant supportée par les Américains (2,3 milliards de $). 
En janvier 2013, face à la réalité du terrain, il est envisagé de maintenir l'effectif de 352 000 hommes jusqu'à la fin 2018. Le budget étant alors d'environ 6,5 milliards de dollars, dont 5,7 à la charge des États-Unis, 300 millions des alliés et 500 millions du gouvernement afghan.
Deux corps d'armée à trois brigades devraient être opérationnels dans le Sud et l'Est ainsi qu'un corps à deux brigades dans le Nord. Il s'agit d'avoir une brigade disponible par province.
En 2005, 7 brigades légères sont disponibles. Une dans les provinces de Kandahar, Gardêz, Mazâr-e Charîf que complète le CCK (Corps central de Kaboul) à 3 brigades (1re, 2e et 3e) dont la 3e à laquelle est rattaché le 3 Tank Kandar, le seul bataillon de chars équipé de T-62, et un bataillon mécanisé sur M113A2 constituera la Force d'action rapide de l'ANA.
Ces nouvelles forces sont mises à contribution dans la lutte contre les Talibans et les groupes armés anti gouvernementaux, il s'agit des ANA Commando Brigade.
Au camp Morehead, à une dizaine de kilomètres au sud de Kaboul, des instructeurs américains et français y ont formé jusqu'en octobre 2008 six bataillons, soit 3 900 hommes, qui constitue un embryon de forces spéciales afghanes. En mai 2010, ses effectifs sont de 7 000 commandos.
Les pertes humaines des forces de sécurité afghane durant l'actuelle guerre sont, pour la seule année 2010, de 1 292 policiers morts "dans le cadre du conflit", et 810 soldats de l'Armée nationale afghane, soit un total de 2 102. 

### Organisation d'une brigade
Une brigade de l'ANA :
- Une compagnie d'état-major
- 3 Kandak d'infanterie
- 1 bataillon d'appui
  - 1 batterie d'artillerie
  - 1 escadron de reconnaissance
  - 1 compagnie anti-char
  - 1 compagnie de génie de combat
- 1 bataillon logistique
  - 1 compagnie de transport
  - 1 compagnie de maintenance
  - 1 compagnie de transmissions

## Équipement

### Véhicules de transport de troupes
| Modèle | Image | Type                             | En service | Détails |  |
| ------ | ----- | -------------------------------- | ---------- | --- |  |
| BRDM-2 |       | Véhicule de transport de troupes |            | |  |
| BMP-1  |       | Véhicule de transport de troupes | 120        | Durant l'invasion soviétique de l'Afghanistan un certain nombre de BMP-1 tomba entre les mains des moudjahidin afghans qui les ont utilisées contre leurs anciens propriétaires. |  |
| BMP-2  |       | Véhicule de transport de troupes | 550        | |  |
| M113   |       | Véhicule de transport de troupes | 63         | |  |
| Humvee |       | Véhicule de transport de troupes | 4 150      | Versions M1151 et M1152 |  |

### Char de combat
| Modèle     | Image | Type           | En service | Détails                                                               |  |
| ---------- | ----- | -------------- | ---------- | --------------------------------------------------------------------- |  |
| PT-76      |       | Char de combat | 60         |                                                                       |  |
| T-55       |       | Char de combat | 600        |                                                                       |  |
| T-62       |       | Char de combat | 170        |                                                                       |  |
| M60 Patton |       | Char de combat | 13         | L'Armée Nationale Afghane devrait recevoir 50 M60 Patton de la Grèce. |  |

### Défense aérienne/Artillerie
| Modèle     | Image | Type                     | En service | Détails                                                          |  |
| ---------- | ----- | ------------------------ | ---------- | ---------------------------------------------------------------- |  |
| BM-21 Grad |       | Lance-roquettes multiple |            |                                                                  |  |
| ZSU-23-4   |       | Blindé anti-aérien       | 20         | 20 délivrés par l'URSS                                           |  |
| ZU-23-2    |       | Canon anti-aérien        | 5000       | Généralement laissé par l'Union soviétique au moment du retrait. |  |
| 2A18       |       | Obusier                  | 24         | Obusier D-30 de 122 mm ont été donnés par la Slovaquie en 2006   |  |
| M1937      |       | Obusier                  |            |                                                                  |  |
| M1943      |       | Obusier                  |            |                                                                  |  |
| M1938      |       | Obusier                  |            |                                                                  |  |
| M114       |       | Obusier                  | 24         | Donné par la Turquie en 2007                                     |  |
| Scud       |       | Missile balistique       |            |                                                                  |  |

## Problèmes
Un rapport du Government Accountability Office paru en 2009 indique que plus du tiers des armes légères fournies par les États-Unis aux forces afghanes était introuvable. Les forces américaines ne sont pas en mesure de fournir un inventaire précis pour 87 000 des 242 000 armes légères livrées à Kaboul entre décembre 2004 et juin 2008, pour un montant de 120 millions de dollars.
Les forces américaines sont, par ailleurs, dans l’impossibilité d’identifier les destinataires de quelque 135 000 armes légères livrées aux forces afghanes par les pays de la coalition.
Ce rapport pointe également la disparition d’une dizaine des quelque 2 410 systèmes de vision nocturne destinés à l’ANA. Les enquêteurs américains ont régulièrement noté l’absence de contrôle et le manque de sécurisation de certains dépôts militaires.